# Ровное (Львовская область)
Ровное (укр. Рівне) — село в Меденичской поселковой общине Дрогобычского района Львовской области Украины.
Население по переписи 2001 года составляло 200 человек. Занимает площадь 0,676 км². Почтовый индекс — 82150. Телефонный код — 3244.